# Filipa de Vilhena
Filipa de Vilhena, 1.ª Marquesa de Atouguia (falecida em Lisboa, 1 de abril de 1651), foi uma fidalga portuguesa que se tornou símbolo do patriotismo português durante a Restauração da Independência. A sua história foi adaptada por Almeida Garrett em uma peça homónima, o que contribuiu para sua idealização.

## Biografia
Filipa de Vilhena era filha e herdeira de D. Jerónimo Coutinho e de D. Luísa do Faro. Seu pai, conselheiro de Estado e presidente do Desembargo do Paço, embora tenha sido nomeado vice-rei da Índia em 1619, não aceitou tal cargo.
Casou com o 5.º conde de Atouguia, D. Luís de Ataíde, que veio a morrer antes de 1640. Já viúva, D. Filipa de Vilhena teve conhecimento de todos os preparativos da revolução da Restauração da Independência, e aconselhou os seus filhos a aderir à mesma. 
Na madrugada de 1 de Dezembro de 1640, por ser viúva, cingiu ela própria as armas a seus dois filhos, D. Jerónimo de Ataíde e D. Francisco Coutinho, e mandou-os combater pela Pátria, dizendo-lhes que não voltassem senão honrados com os louros da vitória. 
Contudo, o seu primogénito não era uma criança, como a tradição e a peça de Almeida Garrett indicam, mas já um homem feito, que foi nomeado governador de Peniche e, mais tarde, vice-Rei do Brasil.
D. Filipa foi chamada ao Paço pela rainha D. Luísa de Gusmão, tendo recebido o cargo de camareira-mor e de aia do príncipe D. Afonso, futuro D. Afonso VI.
É de realçar que D. Mariana de Lencastre também armou seus filhos, mas apenas o nome de D. Filipa de Vilhena se gravou na memória colectiva. 
Encontra-se sepultada em Lisboa, na Igreja de Santos-o-Velho.

## Títulos
- Marquesa de Atouguia é um título nobiliárquico que foi criado no século XVI pela Coroa a favor de D. Filipa de Vilhena.

## Toponímia
Em 1933 a Câmara Municipal de Lisboa homenageou a nobre dando o seu nome a uma rua em Lisboa. Localiza-se no prolongamento da Rua de D. Estefânia, entre a Avenida Duque de Ávila e o Largo Dr. Afonso Pena.
A partir de 1948, o seu nome passou também a fazer parte da toponímia da cidade de Loulé. 

## A Fama
O episódio de Filipa de Vilhena com os seus filhos no 1º de Dezembro de 1640 foi popularizada por uma tela a óleo de Vieira Portuense, de 1801, e uma aguarela de Roque Gameiro, bem como pela peça D. Filipa de Vilhena de Almeida Garrett, que foi representada pela primeira vez em Lisboa, no Teatro do Salitre, a 30 de maio de 1840, mas publicada apenas em 1846.
Esta peça de teatro seria novamente representada para a RTP em 1988 com a realização de Jaime Campos e a encenação de Joaquim Benite. Tendo como intérpretes António Assunção, Fernando Jorge, João Azevedo, Luzia Paramés, Teresa Gafeira e Vítor Gonçalves.